# Клотильда Саксен-Кобург-Готська
Клотильда Саксен-Кобург-Готська (нім. Clotilde von Sachsen-Coburg und Gotha, повне ім'я Марія Адельгейда Амалія Клотильда Саксен-Кобург-Готська, нім. Marie Adelheid Amalie Clothilde von Sachsen-Coburg und Gotha; 8 липня 1846 — 2 липня 1927) — представниця Саксен-Кобург-Готської династії, донька принца Августа Саксен-Кобург-Готського та французької принцеси Клементини Орлеанської, дружина ерцгерцога Йозефа Карла Австрійського.

## Біографія
Клотильда народилася 8 липня 1846 року у Неї-сюр-Сен, передмісті Парижа, за часів Липневої монархії, коли Францією правив її дід Луї-Філіпп I. Вона була третьою дитиною і старшою донькою в родині принца Августа Саксен-Кобург-Готського та його дружини Клементини. Її старшими братами були принци Філіп та Август.
Перші півтора року свого життя Клотильда провела у Франції. Після Лютневої революції у 1848 році її батьки з родиною супроводжували Луї-Філіпа до Великої Британії. Звідти вони переїхали до Кобургу, де народилась молодша дочка Амалія, а згодом — до Відня.
Освітою принцеси займалися гувернантки, але її успіхи значною мірою контролювалися батьками. Оскільки матір сама отримала добру освіту, то прагнула, щоб діти наслідували її приклад. Клотильда вчилася ретельно, гарно малювала, вивчала мови та гуманітарні науки.
Взимку 1861 року народився її молодший брат Фердинанд.
При дворі Клотильда дебютувала у січні 1863. На той час їй було шістнадцять з половиною років. Принцесу змальовували як красиву дівчину з каштановим волоссям і блакитними очима, типовими для представників Орлеанської династії. Сімейні статки, великі території в Угорщині, що належали батьку, зв'язки з європейськими родинами робили Клотильду ідеальною партією і їй не прийшлося довго привертати увагу наречених.
Влітку того ж року вона познайомилася з ерцгерцогом Йозефом Габсбург-Лотаринзьким, що належав до угорської гілки Габсбургів. У них розпочався короткий роман, що завершився розкішним весіллям наступної весни. Церемонія пройшла у Кобурзі 12 травня 1864 року. Звідти молодята вирушили у весільну подорож до Верони в Італії, відтіля попрямували до Альшута в Угорщині, а потім — до австрійського Лінца. Клотильда після одруження отримала титули эрцгерцогині Австрійської, принцеси Угорщини, Чехії та Тоскани.
Шлюб виявився щасливим. Народила семеро дітей. Влаштувалася родина в замку Альшута. В Угорщині їхні титули були виключно номінальними. Йозеф та Клотильда вивчили угорську мову, слідкували за подіями в угорському уряді, відвідували офіційні заходи та брали участь у народних фестивалях. Все це сприяло їхній неабиякій популярності в країні. Дітей виховували в дусі угорської культури і цим викликали невдоволення правлячих кіл при австрійському дворі через їхню пангерманську спрямованість.
У 1867-му були присутніми на коронації Франца Йозефа та Єлизавети. Власних політичних амбіцій подружжя не мало. Займалися вони переважно комерцією. Маючи значні статки, їх не задовольняло життя звичайних рантьє. Вкладаючи інвестиції в різні проекти їм вдалося значно збільшити свою власність. Так, у 1869 вони відкрили термальний центр у Будапешті, що набув шаленої популярності і став туристичним центром. Фінансові успіхи сприяли придбанню розкішної вілли у Фіумі на узбережжі Далмації.
У 1905 році Йозеф пішов з життя. Після його смерті Клотильда продовжила займатися бізнесом і швидко втратила все надбане. Від повного банкрутства її урятував чоловік доньки Доротеї, Філіп Орлеанський.
У 1908 її молодший брат Фердинанд став царем Болгарії.
Принцеса Клотильда померла 2 липня 1927 у замку Альшут, трохи не доживши до 81-ліття. Похована поруч із чоловіком та дітьми у склепі Будайської фортеці. У 70-х гробниця була розграблена невідомими. Проте професор Іштван Кіжелі провів її реставрацію в 1980 році.

## Родина

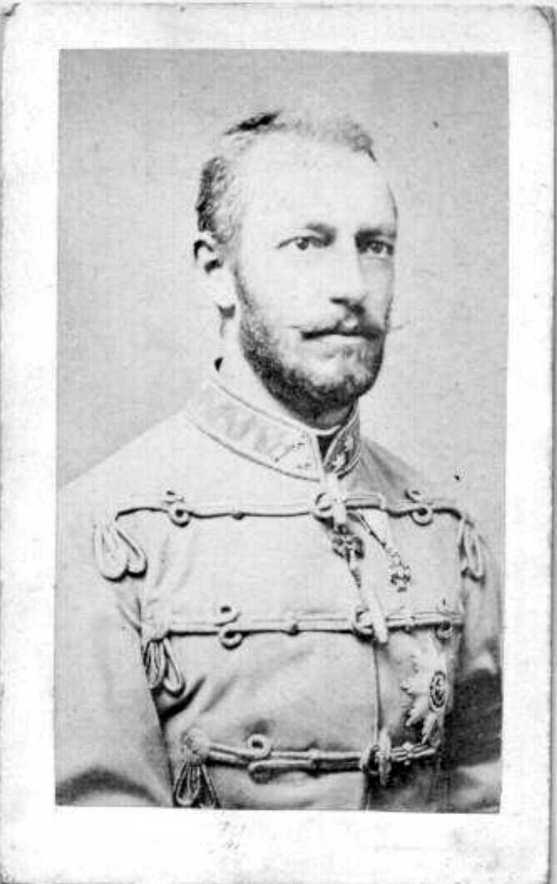
Йозеф Карл

Чоловік — Йозеф Карл Австрійський
ДІти:
- Єлизавета Клементина (1865—1866) — померла немовлям;
- Марія Доротея (1867—1932) — була пошлюблена з герцогом Філіпом Орлеанським, дітей не мала;
- Маргарита Клементина (1870—1950) — була пошлюблена із 8-м князем Турн-унд-Таксіс Альбертом, мала від нього восьмеро дітей;
- Йозеф Август (1872—1962) — регент Угорщини у серпні 1919, був одружений з онукою імператора Франца Йозефа, Августою Баварською, мав від неї трьох синів і трьох доньок;
- Ласло Філіп (1875—1895) — мав звання лейтенанта піхоти, загинув через нещасний випадок на полюванні, одружений не був, дітей не мав;
- Єлизавета Генрієтта (1883—1958) — померла неодруженою;
- Клотильда Марія (1884—1903) — померла неодруженою.

## Нагороди

#### Австро-Угорщина
- Великий хрест ордену Єлизавети;
- Благородний орден Зоряного хреста;
- Почесний знак Австрійського Червоного Хреста 1-го класу з військовою відзнакою;

### Королівство Баварія
- Хрест Заслуг за добровільний догляд за хворими;
- Орден Святої Єлизавети;

### Інші країни
- Орден «За громадянські заслуги» (Болгарія) 1-го класу з діамантами;
- Орден дому Саксен-Ернестіне, великий хрест.